# Bilan saison par saison des Diables rouges de Briançon
Les Diables rouges de Briançon sont un club français de hockey sur glace basés à Briançon dans les Hautes-Alpes. Cette page dresse un bilan des saisons du club depuis 1976.

## Résultats en championnat de France
Note: PJ : parties jouées, V : victoires, VP : victoires en prolongation, D : défaites, N : matchs nuls, DP : défaites en prolongation, BP : buts pour, BC : buts contre, Diff : Différence de buts
| Saison    | Division        | Class. français | PJ | V  | VP | N  | DP | D  | BP  | BC  | Diff. | Class. division | Séries éliminatoires |
| --------- | --------------- | --------------- | -- | -- | -- | -- | -- | -- | --- | --- | ----- | --------------- | --- |
| 2023-2024 | Ligue Magnus    | 12e             | 44 | 11 | 2  | -  | 2  | 29 | 110 | 174 | -64   | 12e             | 4e/4 de la poule de maintien |
| 2022-2023 | Ligue Magnus    | 12e             | 44 | 3  | 2  | -  | 4  | 35 | 84  | 200 | -116  | 12e             | 4e/4 de la poule de maintien |
| 2021-2022 | Ligue Magnus    | 12e             | 44 | 6  | 4  | -  | 6  | 28 | 101 | 193 | -92   | 12e             | 4e/4 de la poule de maintien |
| 2020-2021 | Ligue Magnus    | 12e             | 23 | 3  | 1  | -  | 3  | 16 | 46  | 105 | -59   | 12e             | - |
| 2019-2020 | Ligue Magnus    | 11e             | 20 | 2  | 1  | -  | 2  | 35 | 73  | 202 | -129  | 11e             | 3e/3 de la poule de classement |
| 2018-2019 | Division 1      | 13e             | 26 | 11 | 4  | -  | 2  | 9  | 94  | 79  | +15   | 1er             | Spartiates de Marseille 3-2 (quart de finale) Albatros de Brest 3-1 (demi-finale) Bisons de Neuilly-sur-Marne 93 3-0 (quart de finale) Champion de France Division 1 Accession en Ligue Magnus |
| 2017-2018 | Division 1      | 17e             | 26 | 15 | 4  | -  | 1  | 6  | 108 | 76  | +32   | 5e              | Bisons de Neuilly-sur-Marne 93 3-2 (quart de finale) |
| 2016-2017 | Division 1      | 17e             | 24 | 16 | 5  | -  | 1  | 2  | 120 | 67  | +53   | 5e              | Bouquetins de Val-Vanoise 2-1 (quart de finale) |
| 2015-2016 | Ligue Magnus    | 14e             | 26 | 6  | 2  | -  | 2  | 16 | 76  | 101 | -25   | 14e             | 6e/6 de la poule de maintien Relégué en division 1 |
| 2014-2015 | Ligue Magnus    | 7e              | 26 | 11 | 5  | -  | 2  | 8  | 94  | 78  | +16   | 7e              | Brest 3-2 (premier tour) Angers 3-0 (quart de finale) |
| 2013-2014 | Ligue Magnus    | 1er             | 26 | 18 | 3  | -  | 1  | 4  | 106 | 51  | +55   | 1er             | Villard-de-Lans 3-1 (quart de finale) Dijon 4-0 (demi-finale) Angers 4-3 (Finale) |
| 2012-2013 | Ligue Magnus    | 3e              | 26 | 17 | 2  | -  | 1  | 6  | 113 | 71  | +42   | 3e              | Strasbourg 3-1 (quart de finale) Rouen 3-1 (demi-finale) |
| 2011-2012 | Ligue Magnus    | 6e              | 26 | 13 | 2  | -  | 5  | 6  | 91  | 78  | +13   | 6e              | Angers 3-1 (quart de finale) |
| 2010-2011 | Ligue Magnus    | 6e              | 26 | 15 | 2  | -  | 1  | 8  | 107 | 54  | +53   | 6e              | Amiens 3-1 (quart de finale) |
| 2009-2010 | Ligue Magnus    | 3e              | 26 | 18 | 3  | -  | 2  | 3  | 127 | 66  | +61   | 3e              | Strasbourg 3-1 (quart de finale) Angers 3-2 (demi-finale) |
| 2008-2009 | Ligue Magnus    | 2e              | 26 | 23 | 1  | -  | 1  | 1  | 152 | 61  | +91   | 2e              | Morzine-Avoriaz 3-0 (quart-finale) Angers 3-2 (demi-finale) Grenoble 3-1 (finale) |
| 2007-2008 | Ligue Magnus    | 2e              | 26 | 19 | 2  | -  | 2  | 3  | 119 | 62  | +57   | 2e              | Tours 3-0 (quart-finale) Grenoble 3-0 (demi-finale) Rouen 3-0 (finale) |
| 2006-2007 | Ligue Magnus    | 3e              | 26 | 20 | 1  | 0  | 1  | 4  | 140 | 67  | +73   | 3e              | Amiens 3-0 (quart-finale) Grenoble 3-2 (demi-finale) |
| 2005-2006 | Ligue Magnus    | 5e              | 26 | 15 | 1  | 1  | 2  | 7  | 98  | 69  | +29   | 5e              | Dijon 3-1 (quart-finale) |
| 2004-2005 | Ligue Magnus    | 5e              | 28 | 16 | 2  | 2  | 1  | 7  | 126 | 76  | +50   | 5e              | Mulhouse 3-1 (quart-finale) |
| 2003-2004 | Super 16        | 9e              | 24 | 10 | 0  | 2  | 3  | 15 | 87  | 87  | 0     | 9e              | Non qualifié en séries éliminatoires Champion de la poule nationale (poule de maintien) |
| 2002-2003 | Super 16        | 12e             | 22 | 5  | 0  | 1  | 3  | 16 | 60  | 96  | -36   | 12e             | Non qualifié en séries éliminatoires 4e de la poule nationale (poule de maintien) |
| 2001-2002 | Division 1      | 16e             | 26 | 7  | -  | 7  | -  | 12 | 82  | 106 | -24   | 9e              | Non qualifié en séries éliminatoires |
| 2000-2001 | Division 1      | 16e             | 28 | 7  | -  | 4  | -  | 15 | 66  | 96  | -30   | 8e              | Non qualifié en séries éliminatoires |
| 1999-2000 | Division 1      | 13e             | 28 | 16 | -  | 4  | -  | 8  | 122 | 92  | +30   | 4e              | Brest (demi-finale) Villard-de-Lans (petite-finale) |
| 1998-1999 | Nationale 1     | 14e             | 26 | 21 | -  | 1  | -  | 4  | 127 | 74  | +53   | 4e              | Villard-de-Lans (demi-finale) Dunkerque (petite-finale) |
| 1997-1998 | Nationale 1     | 14e             | 26 | 15 | -  | 5  | -  | 6  | 122 | 88  | +34   | 4e              | Nantes (demi-finale) Villard-de-Lans (petite-finale) |
| 1996-1997 | Nationale 1     | 13e             | 22 | 16 | -  | 0  | -  | 6  | 125 | 85  | +40   | 1er             | Saint-Gervais (quart de finale) Clermont-Ferrand (demi-finale) Villard-de-Lans (finale) Champion de France Division 1                                                                          |
| 1995-1996 | Nationale 1     | 23e             | 28 | 9  | -  | 3  | -  | 16 | 128 | 138 | -10   | 15e             | Non qualifié en séries éliminatoires 7e/8 de la poule de maintien |
| 1994-1995 | Nationale 2     | 25e             | 26 | 24 | -  | 0  | -  | 2  | 212 | 77  | +135  | 1er             | Formule de saison sans séries éliminatoires 1er/9 de la poule finale Champion de France Division 2 Promu en Nationale 1                                                                        |
| 1993-1994 | Nationale 3     | 41e             | x  | x  | x  | x  | x  | x  | x   | x   | x     | 1er             | 1er/10 de la poule régionale Alpes 1er/4 de la demi-finale sud 1er/4 de la Finale nationale Champion de France Division 3 Promu en Nationale 2                                                 |
| 1992-1993 | x               | x               | x  | x  | x  | x  | x  | x  | x   | x   | x     | x               | x |
| 1991-1992 | Ligue Nationale | 3e              | 26 | 24 | -  | 0  | -  | 9  | 225 | 103 | +122  | 3e              | Formule de saison sans séries éliminatoires |
| 1990-1991 | Ligue Nationale | 3e              | 28 | 20 | -  | -  | -  | 8  | 138 | 92  | +46   | 3e              | Tours (quart de finale) Grenoble (demi-finale) |
| 1989-1990 | Nationale 1A    | 8e              | 36 | 10 | -  | -  | -  | 26 | 148 | 243 | -95   | 8e              | Ne participe pas |
| 1988-1989 | Nationale 1A    | 4e              | 38 | 22 | -  | 5  | -  | 11 | 199 | 135 | +64   | 4e              | Français Volants (demi-finale) Rouen (petite-finale) |
| 1987-1988 | Nationale 1A    | 2e              | 28 | 14 | -  | 6  | -  | 8  | 137 | 91  | +46   | 2e              | Gap (demi-finale) Mont-Blanc (finale) |
| 1986-1987 | Nationale 1A    | 8e              | 36 | 10 | -  | 3  | -  | 23 | 164 | 262 | -98   | 8e              | Formule de saison sans séries éliminatoires |
| 1985-1986 | Nationale 1A    | 5e              | 32 | 15 | -  | 2  | -  | 15 | 53  | 93  | -10   | 5e              | Formule de saison sans séries éliminatoires |
| 1984-1985 | Nationale A     | 10e             | 32 | 11 | -  | 2  | -  | 19 | 186 | 226 | -40   | 10e             | 4e/6 de la poule de maintien |
| 1983-1984 | Nationale A     | 6e              | 36 | 15 | -  | 13 | -  | 18 | ?   | ?   | -67   | 6e              | Formule de saison sans séries éliminatoires |
| 1982-1983 | Nationale A     | 9e              | 36 | 16 | -  | 3  | -  | 17 | 198 | 197 | +1    | 6e              | 1er/8 Poule de promotion/relégation |
| 1981-1982 | Nationale B     | 12e             | 24 | 20 | -  | 0  | -  | 4  | 214 | 72  | +142  | 2e              | 2e/6 Poule de promotion/relégation Promu en Nationale A |
| 1980-1981 | Nationale B     | 14e             | 24 | 16 | -  | 2  | -  | 6  | 152 | 103 | +49   | 4e              | 2e/6 de la Poule Critérium |
| 1979-1980 | Nationale B     | 12e             | 30 | 14 | -  | 3  | -  | 13 | 204 | 140 | +64   | 2e              | 6e/6 de promotion/relégation en Nationale A |
| 1978-1979 | Nationale B     | 16e             | 24 | 9  | -  | 0  | -  | 15 | 108 | 135 | -27   | 6e              | 4e/4 de la Poule Critérium |
| 1977-1978 | Nationale B     | 16e             | 18 | 9  | -  | 1  | -  | 8  | 97  | 100 | -3    | 6e              | Non qualifié pour les barrages de promotion en Nationale A |
| 1976-1977 | Nationale A     | 11e             | 18 | 2  | -  | 1  | -  | 15 | ?   | ?   | ?     | 9e              | 3e/4 de la poule de promotion/relégation Relégué en Nationale B |

## Coupe de France
Résultats de l'équipe en Coupe de France. L'@ signifie que l'équipe a joué le match à l'extérieur.
| Année | Phase                     | Résultat                                                                  |
| ----- | ------------------------- | ------------------------------------------------------------------------- |
| 2025  | 16e de finale             | @ Rapaces de Gap                                                          |
| 2025  | 8e de finale              | Anglet hormadi                                                            |
| 2025  | Quart-de-finale           | À venir                                                                   |
| 2024  | 16e de finale             | @ Spartiates de Marseille                                                 |
| 2023  | 16e de finale             | @ Aigles de Nice                                                          |
| 2022  | 16e de finale             | @ Spartiates de Marseille                                                 |
| 2022  | 8e de finale              | @ Chevaliers du Lac d'Annecy                                              |
| 2022  | Quart-de-finale           | @ Chamois de Chamonix                                                     |
| 2022  | Demi-finale               | @ Rapaces de Gap                                                          |
| 2021  | 16e de finale             | @ Rapaces de Gap Compétition annulée en raison de la pandémie de Covid-19 |
| 2020  | 16e de finale             | @ Rapaces de Gap                                                          |
| 2019  | Premier tour              | @ Bouquetins de Val-Vanoise                                               |
| 2019  | 16e de finale             | @ Yétis du Mont-Blanc                                                     |
| 2019  | 8e de finale              | Lions de Lyon                                                             |
| 2018  | 16e de finale             | @ Spartiates de Marseille                                                 |
| 2017  | 16e de finale             | @ Aigles de Nice                                                          |
| 2016  | 16e de finale             | @ Yétis du Mont-Blanc                                                     |
| 2016  | 8e de finale              | @ Pingouins de Morzine-Avoriaz-Les Gets                                   |
| 2015  | 16e de finale             | @ Aigles de Nice                                                          |
| 2015  | 8e de finale              | @ Chamois de Chamonix                                                     |
| 2015  | Quart-de-finale           | Ducs d'Angers                                                             |
| 2015  | Demi-finale               | @ Dragons de Rouen                                                        |
| 2014  | 8e de finale              | @ Yétis du Mont-Blanc                                                     |
| 2014  | Quart-de-finale           | Gothiques d'Amiens                                                        |
| 2014  | Demi-finale               | Dragons de Rouen                                                          |
| 2013  | 16e de finale             | @ Spartiates de Marseille                                                 |
| 2013  | 8e de finale              | Pingouins de Morzine-Avoriaz                                              |
| 2013  | Quart-de-finale           | @ Ducs de Dijon                                                           |
| 2013  | Demi-finale               | Brûleurs de Loups de Grenoble                                             |
| 2013  | Finale                    | Ducs d'Angers                                                             |
| 2012  | 16e de finale             | @ Lynx de Valence                                                         |
| 2012  | 8e de finale              | Rapaces de Gap                                                            |
| 2012  | Quart-de-finale           | @ Gothiques d'Amiens                                                      |
| 2011  | Interdit de participation | Interdit de participation                                                 |
| 2010  | 16e de finale             | Rapaces de Gap                                                            |
| 2010  | 8e de finale              | @ Ours de Villard-de-Lans                                                 |
| 2010  | Quart-de-finale           | Gothiques d'Amiens                                                        |
| 2010  | Demi-finale               | @ Étoile noire de Strasbourg                                              |
| 2010  | Finale                    | Dragons de Rouen                                                          |
| 2009  | 16e de finale             | @ Ducs de Dijon                                                           |
| 2008  | 16e de finale             | @ Rapaces de Gap                                                          |
| 2008  | 8e de finale              | Ours de Villard-de-Lans                                                   |
| 2008  | Quart-de-finale           | Étoile noire de Strasbourg                                                |
| 2007  | 16e de finale             | @ Rapaces de Gap                                                          |
| 2007  | 8e de finale              | Avalanche Mont-Blanc                                                      |
| 2007  | Quart-de-finale           | Ours de Villard-de-Lans                                                   |
| 2007  | Demi-finale               | @ Dauphins d'Épinal                                                       |
| 2006  | 16e de finale             | Sports de Glace Annecy                                                    |
| 2006  | 8e de finale              | @ Brûleurs de Loups de Grenoble                                           |
| 2006  | Quart-de-finale           | @ Ours de Villard-de-Lans                                                 |
| 2006  | Demi-finale               | Ducs d'Angers                                                             |
| 2006  | Finale                    | Ducs de Dijon                                                             |
| 2005  | 16e de finale             | @ Nice Hockey Côte d'Azur                                                 |
| 2005  | 8e de finale              | @ Lynx de Valence                                                         |
| 2005  | Quart-de-finale           | @ Avalanche Mont-Blanc                                                    |
| 2005  | Demi-finale               | Scorpions de Mulhouse                                                     |
| 2005  | Finale                    | Dragons de Rouen                                                          |
| 2004  | 16e de finale             | @ Lyon Hockey Club                                                        |
| 2004  | 8e de finale              | Brûleurs de Loups de Grenoble                                             |
| 2003  | 1er tour                  | @ Sports de Glace Annecy                                                  |
| 2003  | Quart-de-finale           | @ Ours de Villard-de-Lans                                                 |
| 2002  | 1er tour                  | @ Ours de Villard-de-Lans                                                 |
| 2000  | 8e de finale              | Lions de Lyon                                                             |
| 1994  | X                         | Ne participe pas                                                          |
| 1987  | 8e de finale              | Orques d'Anglet                                                           |
| 1987  | Quart de finale           | Bordeaux                                                                  |
| 1987  | Demi-finale               | Tours                                                                     |
| 1981  | X                         | Ne participe pas                                                          |
| 1978  | 3e tour                   | Nîmes                                                                     |
| 1978  | 8e de finale              | Gap                                                                       |
| 1977  | X                         | Ne participe pas                                                          |

## Coupe de la Ligue
Résultats de l'équipe en Coupe de la Ligue:
| Année | Phase           | Résultat                      |
| ----- | --------------- | ----------------------------- |
| 2016  | Phase de poule  | 4e de la poule C              |
| 2015  | Phase de poule  | 4e de la poule D              |
| 2014  | Phase de poule  | 2e de la poule C              |
| 2014  | Quart-de-finale | Ducs de Dijon                 |
| 2014  | Demi-finale     | Dragons de Rouen              |
| 2013  | Phase de poule  | 1er de la poule D             |
| 2013  | Quart-de-finale | Pingouins de Morzine-Avoriaz  |
| 2013  | Demi-finale     | Ducs d'Angers                 |
| 2012  | Phase de poule  | 1er de la poule D             |
| 2012  | Quart-de-finale | Chamois de Chamonix           |
| 2012  | Demi-finale     | Dragons de Rouen              |
| 2012  | Finale          | Pingouins de Morzine-Avoriaz  |
| 2011  | Phase de poule  | 2e de la poule D              |
| 2011  | Quart-de-finale | Pingouins de Morzine-Avoriaz  |
| 2011  | Demi-finale     | Dragons de Rouen              |
| 2011  | Finale          | Brûleurs de Loups de Grenoble |
| 2010  | Phase de poule  | 1er de la poule D             |
| 2010  | Quart-de-finale | Chamois de Chamonix           |
| 2010  | Demi-finale     | Dragons de Rouen              |
| 2009  | Phase de poule  | 2e de la poule D              |
| 2009  | Quart-de-finale | Ducs de Dijon                 |
| 2009  | Demi-finale     | Dragons de Rouen              |
| 2009  | Finale          | Brûleurs de Loups de Grenoble |
| 2008  | 8e de finale    | Rapaces de Gap                |
| 2008  | Quart-de-finale | Brûleurs de Loups de Grenoble |
| 2008  | Demi-finale     | Pingouins de Morzine          |
| 2008  | Finale          | Dragons de Rouen              |
| 2007  | 8e de finale    | Orques d'Anglet               |
| 2007  | Quart-de-finale | Brûleurs de Loups de Grenoble |

## Match des champions
Résultat de l'équipe au Match des Champions :
| Année | Adversaire                    | Score                     |
| ----- | ----------------------------- | ------------------------- |
| 2014  | Angers                        | 4-1                       |
| 2013  | Dragons de Rouen              | 4-2                       |
| 2010  | Interdit de participation     | Interdit de participation |
| 2009  | Brûleurs de Loups de Grenoble | 1-0                       |

## Ligue des champions
Résultat de l'équipe en Ligue des Champions :
| Année | Phase          | Résultat       |
| ----- | -------------- | -------------- |
| 2015  | Phase de poule | 4e du groupe C |